# Авион Соко-1
Aвион Соко-1" је лаки спортско акробатски авион мешовите конструкције пројектован и направљен у Фабрици Соко Мостар 1955. године. Био је први авион који је комплетно направљен у Фабрици авиона Соко Мостар.

## Пројектовање и развој
Идеја за пројектовање једног спортског акробатског авиона се родила 1953. године у Аероклубу Мостар у коме су летели многи стручњаци из Фабрике авиона Соко Мостар. Идеју је подржао и Ваздухопловни савез БиХ (ВС БиХ), али због амбициозности пројекта аероклуб није био дорастао овом пројекту па се ВС БиХ обратио управном одбору фабрике Соко Мостар да помогне овај пројект што је Соко и прихватио јер је кроз тај пројект видео шансу да направи свој први комплетан авион с обзиром да је до тада радио на преради авиона ЈАК-9 у школски УЈАК-9 и изради металних делова за авион С-49Ц који се финализирао у Земунском Икарусу. Касније ће се видети да новопројектовани авион који је добио назив Соко-1 по много чему подсећа на своје веће узоре.
Убрзо је формиран пројектни тим на чијем челу је био млади инжењер Хранислав Милосављевић а остали чланови су били: Драган Ђурић и Десанка Кукић, Драгослав Димић и Иван Јурјевић. Целокупан посао је рађен добровољно и ван радног времена. На пројект је утрошено 16.000 норма часова а трајао је две године. Први пробни лет је изведен 12. децембра 1955. на мостарском аеродрому. Пилот је био капетан Ернест Антонић а лет је трајао 26 минута. У току фабричког испитивања авиона отклоњени су недостаци и побољшан је авион. Замењен је мотор јачим, промењена је елиса уведена је елиса са променљивим кораком властите конструкције и израде, уграђен је хидраулични систем за увлачење точкова стајног трапа уместо механичког и низ других мањих побољшања и на тај начин авион спреман за Савезну комисију која је требала да да оцену неопходну за пловидбену дозволу.

### Технички опис
Авион Соко-1 је био једноседи једномоторни слободноносећи нискокрилац са ваздухом хлађеним мотором Walter Minor 4 снаге 62,5 kW и двокраком елисом променљивог корака домаће конструкције и израде.
Труп авиона је изведен као просторна решеткаста конструкција од заварених танкозидих бешавних цеви од легираних челика пресвучене платном. Кљун авиона у коме је смештен мотор имао је капотажу од алуминијумског лима. Са предње стране капотаже био је отвор за улаз ваздуха који је хладио мотор. Цеви ауспуха мотора пролазиле су кроз капотажу са леве стране авиона испод трупа.
Кабина пилота је имала поклопац капљастог облика направљен од плексигласа. Поклопац је био троделан и састојао се од: ветробрана, помичног дела поклопца и леђног дела. Пилот је имао добру прегледност из кабине. У кабину је пилот улазио преко крила. Авион је био опремљен инструментима за дневно летење.
Крило је било трапезастог облика са две дуралуминијумске рамењаче, док су ребра и оплата крила од дрвене лепенке. Репне површине како стабилизатори тако и кормила су била дрвене конструкције обложене платном.
Авион је имао класичан стајни трап са увлачећим предњим и задњим точковима. Механизам за увлачење точкова је био механички, помоћу челичних сајли. У ногама стајног трапа су се налазили амортизери, точкови су били од лаког метала а гуме у биле ниско притисне. После случаја незабрављивања десне ноге стајног трапа при пробном лету уграђен је хидраулични систем за увлачење точкова, уместо механичког система.

## Оперативно коришћење
Уместо оперативног коришћења овде се преноси текст са описом како је завршио овај авион.
"Дотеран авион са новим мотором је чекао долазак комисије из Београда, у хангару. Неко је због незнања или несмотрености оставио укључене контакте, и ручицу за гас померену на маскимум. Авион је док су још механичари радили на њему, сам од себе упалио мотор, и изашао из хангара. Убрзавао је док није ударио крилом у ограду. Установљено је да је поломлено десно полукрило и елиса и оштећена нога стајног трапа.
Недостатак воље и новца као и немогућност да задовоље све конструкторске захтеве, условили су прекид пројекта, а авион је гурнут у хангар и заборављен".
Без обзира на овако неславни завршетак овај авион је био веома значајан за развој југословенског ваздухопловства. Прво ово је био први авион који је комплетно направљен у Фабрици авиона Соко Мостар. Друго на њему су "пекли занат" касније значајни пројектанти авиона у нас. Један од конструктора Д. Димић је касније водио конструкторски тим који је пројектовао Утву 75, која је прославила 40 година коришћења.

## Сачувани примерци
Нажалост авион Соко-1 није сачуван, нити његови остатци.

## Земље које су користиле овај авион
- Југославија